# ベレッタM8000
ベレッタ M8000 (伊: Beretta 8000) は、イタリアのベレッタ社が1995年にCADを用いて設計・開発した自動拳銃、およびその派生型を含めたシリーズである。
「クーガー」 (Beretta Cougar) シリーズの通称としても知られる。

## 概要
M8000以前のベレッタ社製品は、同社初の自動拳銃であるM1915から92シリーズに見られるように、従来はスライドの上部を大きく切り開いてバレルが露出しているのが一種のトレードマークであった。しかし、やはり強度の観点では問題があり、耐久性を増すための肉厚スライドを装着したモデル「ブリガディア」を発売したが、それでも限界があった。
そこで開発されたのが、閉鎖方式を従来のプロップ・アップ式からローテーティング・バレル式(rotating barrel locking system)としたM8000である。その結果として耐久性は増し、92FSでは実現できなかった.45ACP弾モデルと.357SIG弾モデルをバリエーションに加えることに成功した。NATO軍のテストでは30,000発の発射に耐えたという。また、ローテーティング・バレルにより反動が軽減された他、92ではほぼ不可能だった銃本体のコンパクト化も可能となった。この方式は、本銃の発展型であるPx4にも生かされている。
なお、ベレッタ社現行のラインナップは92シリーズおよびPxシリーズとなっており、M8000シリーズの製造および販売は終了している。
2005年には後継モデルであるPx4が発売され、ベレッタ社での8000シリーズの製造は終了したが、以降はアメリカのストーガー・インダストリーズ社(英語版)が、トルコでライセンス生産されたモデルを輸入して“ストーガー・クーガー”(Stoeger Cougar)として販売しており、ベレッタ社のラインナップにもこの“ストーガー・クーガー”が掲載されている。

## バリエーション

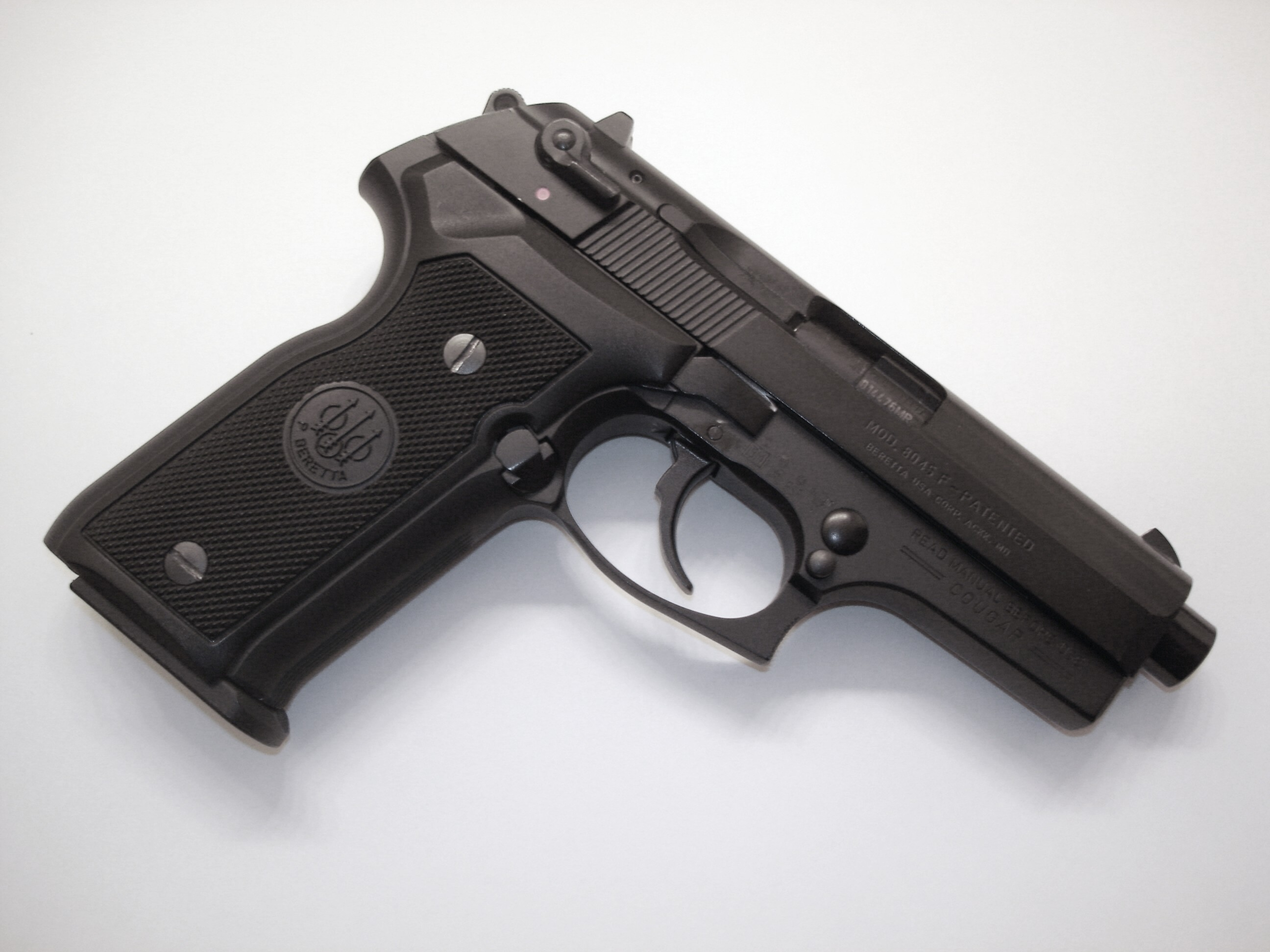
M8045 LAPD
クーガーF（.45口径モデル）のロサンゼルス市警察(LAPD)向け4インチ銃身型

9x19mmパラベラム弾を使用するM8000をベースモデルとして、M8357（.357SIG弾）・M8040（.40S&W弾）・M8045（.45ACP弾）など口径によりそれぞれ固有のモデルナンバーが与えられている。
機能および形状による分類は以下の通り。
- クーガーF - ダブルアクションおよびシングルアクション。デコッキングレバーを兼ねたマニュアルセーフティーレバーを装備。
- クーガーD - ダブルアクションのみ。
- クーガーG - デコッキングレバーを装備。
- クーガーL - 「クーガーF」の軽量バージョン。ショートグリップ化された他、軽量化スライドを装備。
- クーガーL typeP - 「クーガーF」の軽量バージョン。軽量化スライドを装備し、グリップは標準タイプ。

上記の仕様の他、ステンレスモデルの「Inox」が存在する（Inoxは、イタリア語でステンレスの意）。

## 登場作品

### 映画・テレビドラマ
『CSI:マイアミ』
主人公、ホレイショ・ケインがシーズン1-2で使用。
『首領への道』
第8話「島田組対金沢組4」で金沢慎市の愛銃として登場。後に井波慎二の手に渡り、第20話「島田組内部抗争」で登場する。
『ネイビーシールズ: チーム6』
CIAエージェントのワセムが「海神の槍作戦」実行中に騒ぎ始めた野次馬を抑える際に所持。

### 漫画・アニメ
『攻殻機動隊 STAND ALONE COMPLEX』
第17話「未完成ラブロマンスの真相 ANGELS` SHARE」にて、強盗の1人が使用。
『ヨルムンガンド』
師匠がクーガーFを使用し、後にチナツも使用する。

### ゲーム
『アンチャーテッド 海賊王と最後の秘宝』
イージス 9mmの名称で登場。
『スプリガン・ルナヴァース』
主人公、大槻達樹の愛用銃として登場。
『バイオハザード ガンサバイバー』
アーク・トンプソンが使用。